# Dylewko
Dylewko (en alemán, Elisenhof) es un pueblo del distrito administrativo de Powiat Ostródzki, del comunidad de Gmina Grunwald en el norte de Polonia.